# Illes Grey
Les illes Grey és un conjunt de dues illes, Groais i Bell, que es troben al costat est de la Gran Península del Nord de Terranova, al Canadà. Les dues illes deuen el seu nom a dues illes situades davant de la costa de Bretanya, Groix i Belle-Île-en-Mer.
Tot i que en l'actualitat estan deshabitades, en el passat havien estat utilitzades pels pescadors bascos i bretons primer, i a partir del segle XVI per inuits.
El 1534 foren identificades per Jacques Cartier, mentre que James Cook va visitar Groais el 7 de juliol de 1754.